# مياه دولية

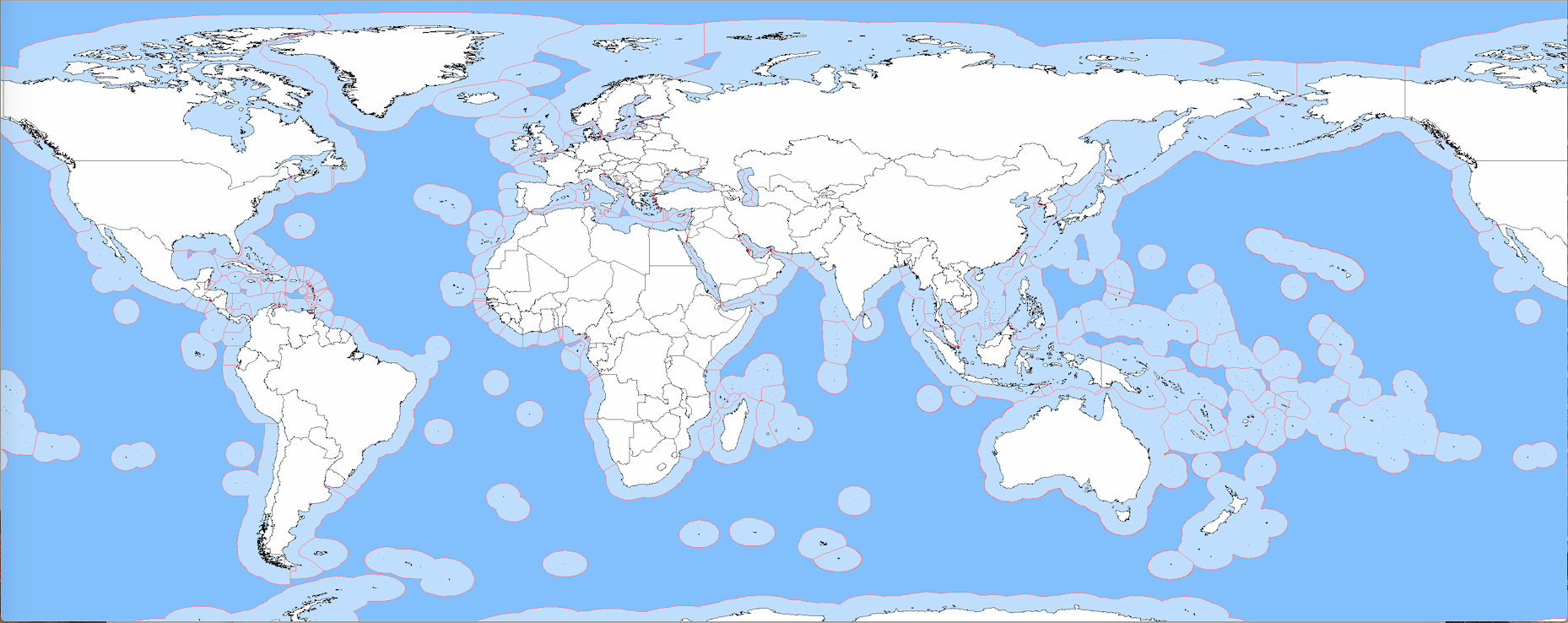
المياه الدولية التي هي خارج المنطقة الاقتصادية مبينة بالأزرق الداكن

أعالي البحار أو المياه الدولية هي مناطق المحيطات التي تقع خارج سلطة أي دولة. وتبدأ بشكل عام بعد 200 ميل بحري (يساوي الميل البحري حوالي 1.9 كلم)، من سواحل الدول المتاخمة للمحيطات. أما مناطق المحيطات التي تمارس الدول سلطتها عليها، فتسمى المياه الإقليمية.
في القانون الدولي، تعتبر أعالي البحار مفتوحة أمام أي دولة للصيد، والسفر، والبحث. وجميع الدول لها حقوق متساوية في أعالي البحار، ويجب أن تحترم كل منها حقوق الدُّول الأخرى.
ويسمح القانون الدولي أثناء الحرب، للدول المحايدة، أن تواصل التجارة مع الدول الأخرى المحايدة، ومع الدول المتحاربة. ومع ذلك ففي مثل هذه الأوقات، يفترض ألاّ تنقل سفن الدول المحايدة التّجارة المحظورة في الحرب، (البضائع غير القانونية)، وتقرر الدول المتحاربة، المواد التي تعتبرها مهربات حرب.
وهناك جدل طويل بين الدول، حول قانون البحر. فبين عامي 1986 و1982م، أصدرت الأمم المتحدة قوانين البحر، التي قد ترضي جميع الدول. وقد أدى هذا العمل إلى إقرار اتفاقية قانون البحر عام 1982م. وقد وُقِّعت أكثر من مائة من الدول الأعضاء في منظومة الأمم المتحدة على الاتفاقية. ولا تصبح هذه الاتفاقية رسمية إلا إذا صّدقت عليها 60 دولة.
وبوجه عام، تُعطي هذه الاتفاقية الدول الحقوق القصرية في التنقيب عن البترول، والغاز حتى مسافة 350 ميلاً بحريًا( 665 كم) من الشاطئ، والصيد في حدود 200 ميل بحري، (380كم) من سواحلها، وفي حدود هاتين المائتي ميلٍ بحريّ، والتي تسمى المنطقة الاقتصادية الخالصة، يكون لجميع الدول حقوق أعالي البحار الخاصة بالملاحة، والطيران، ولكن تتحكم الدول الساحلية في جميع المصادر الاقتصادية في هذه المنطقة.
وتتفق معظم الدول، على عدم اعتبار حق التعدين جزءًا من الحرية البحرية، ولكن يمكن أن ينشأ هذا الحق، بمقتضى نصوص معاهدة. ولهذا؛ لم تصبح الاتفاقية سارية إلا في عام 1994م. ومن الدول التي لم تصدق عليها: الولايات المتحدة الأمريكية وكندا. ورغم أن معظم نصوص المعاهدة هي بالفعل متبعة الآن.

## أعلام
- باتريسيو لونش
- ماريانو مورينو
- سيفديت كيليقلر

## وصلات خارجية
- محتويات اتفاقية الأمم المتحدة لقانون البحار موقع الأمم المتحدة.